# Aramejština
Aramejština (aramejsky ܐܪܡܝܐ) je jeden ze semitských jazyků. Ve staré formě (staroaramejština) byla asi v 15. století př. n. l. používána kočovnými Aramejci. V 6.–5. století př. n. l. se stala úředním jazykem perské říše. Svého času to byl velmi významný jazyk, nejen na Blízkém východě. V aramejštině jsou psány některé části Bible, aramejsky mluvil Ježíš Kristus. Aramejština, která se vyvinula z jednoho ze západosemitských dialektů, začala asi v 7. století př. Kr. postupně vytlačovat hebrejštinu jako dorozumívací jazyk a byla v době Ježíšově národním jazykem. Užívalo se ho k významným mezinárodním obchodům (podobně jako latiny či řečtiny). K náboženským obřadům se však aramejština téměř vůbec neužívala, a to ani v době přelomu letopočtu, tedy v době Ježíšovy dospělosti. Od babylonského zajetí byla aramejština všedním jazykem s výjimkou synagog, kde při čtení svatých písem bylo slyšet jen hebrejštinu. V době babylonské např. prorok Daniel pod vlivem babylonské kultury sepsal část svého proroctví v aramejštině a stejně tak Ezdráš. Zda se tehdy také aramejština používala při obřadech, lze usuzovat s pohledem k Ezdrášově Tóře, přinesené z Babylonu. Porfyrios v polemice Adversus Christianos tvrdí, že Mojžíšova Tóra lehla popelem při zničení Chrámu: „Z Mojžíšovy Tóry se nedochovalo nic, neboť údajně všechny jeho spisy shořely spolu s Chrámem. Všechny Mojžíšovy spisy později pod jeho jménem sepsali nepřesně Ezdráš a jeho následovníci tisíc sto osmdesát let po Mojžíšově smrti.“
Aramejština dotvářela podobu jazykového úzu běžné komunikace obcí, míšená se starou hebrejštinou během obřadů a v diskusích vzdělanců na územích dnešního Izraele, především kohenů, k níž se v té době přidávala řečtina a latina kvůli římské okupační správě. V době Ježíšově se obyvatelstvo dělilo jednak na Židy a judaizované národnostní menšiny, jako byli Samařané a Idumejci, jednak na pohanské helénistické národy, které byly vzájemně spjaty řeckou kulturou. Tomuto rozdělení odpovídala také dvojjazyčnost obyvatel; mluvilo se aramejsky – přesněji řečeno západoaramejsky – a řecky.

## Průnik aramejštiny do Přední Asie
Převaha aramejštiny v Mezopotámii vznikala už po roce 1500 př. n. l. rozšířením skupiny semitských kmenů z původních sídel mezi Palestinou a Eufratem do Sýrie a do Mezopotámie, kde vytvořili Aramejci několik států, později podrobených Asyřany a Peršany. Svazek mezi Asyřany a právě Peršany podrobením aramejských kmenů a jimi vytvořených států, rozšířil aramejštinu na obecný dorozumívací jazyk celé Přední Asie, včetně Palestiny. Za vzniklé nadvlády Peršanů byl ustanoven úředním jazykem pro západní části perské říše, za tzv. říšskou aramejštinu.
Důvodem převahy aramejštiny a jejího vniku do prostředí života a náboženství tzv. Palestiny, původně označení pobřežního území na západ od Judeje, obydleného Filištíny, byla diaspora. Proto je několik knih Starého zákona napsáno aramejsky; vznikly v době, kdy hebrejština byla již mrtvým jazykem; termín mrtvý jazyk, užitý encyklopedií antiky je však nedokonalý; hebrejština byla i v době svého nahrazení aramejštinou bohoslužebným jazykem synagog, a částečně i oficiálních úředních jednání během nadvlády římského impéria. Úřední zasedání mělo hebrejské označení – hebrejské slovo pro veleradu, sanhedrin, pochází z řeckého synedrion – shromáždění, rada. Židé tohoto označení používali pouze formálně, v hovorovém jazyce se velerada nazývala beth din (soudní dvůr) a její předseda nasi (vůdce). Lze však s určitostí tvrdit, že rozhovory byly v aramejštině, o čemž svědčí původ čekatelů mj. z nižších vrstev obyvatelstva, kteří neměli znalost hebrejštiny a dorozumívali se jen mateřštinou, tedy aramejsky: Bylo-li třeba, aby nový člen doplnil požadovaný počet jednasedmdesáti, posadili se soudci proti trojité řadě čekatelů, mezi nimiž byli kněží, obchodníci, starší lidu, rabíni (náboženští učitelé) nebo i obyčejní lidé.. Podle Bishopa se židovské ženy vdávaly za pohany „a jejich děti mluvily mnoha nářečími. Začalo se mluvit jazykem sousedů – aramejštinou.“

## Odmítaný jazyk
V souvislosti s výše dovozenou změnou dorozumívání je nutné uvést, že se nikde v oblastech Přední Asie nenašla taková chuť odmítat vlastní mateřštinu, jaká se vyskytovala právě v Palestině, a to nejen za období rozmachu Římské říše. Historicky obšírný a objektivizující popis poskytuje James Alonzo Bishop, jenž v něm nepostrádá důkazní dovození této situace, trvající stovky let. Po smrti krále Šalamouna se země rozdělila na dvě království, Judsko a Izrael. Války ochudily národ úmrtími Židů a ten oslaben roztržkou zažil vpád Babyloňanů dobyvších Jeruzalém (6. st. př. n. l.), a země byla zpustošena. Poté Babyloňané odvedli do zajetí všechno obyvatelstvo, ale ponechali v zemi její nejchudší část, uvádí rozporně Bishop. Do opuštěné země se nastěhovali Chaldejci a Médové. Později, když Peršané porazili Babyloňany, židovští zajatci se mohli rozhodnout, zda se chtějí vrátit do vlasti. Asi dvaačtyřicet tisíc se vydalo na cestu. Nejchudší část populace, Samaritáni, se věnovala zemědělství; a vznikl třídní rozkol mezi pravověrnými Židy a jimi při stavbě nového chrámu. Paradoxem je vzniklá jazyková bariéra, zatímco Židé z diaspory mluvili aramejsky, Židé ponechaní Babyloňany na izraelských kmenových územích a jejich potomci, mluvili hebrejsky. Pravověrnými se však cítili být právě ti Židé, kteří hebrejštinu zapomněli a přejali jazykový úzus „Aramejců“, Asyřany a Peršany ovládnutých etnických kmenů a jimi vytvořených států, ovládaných říšskou aramejštinou. Tento nepochopitelný stav chladného nepřátelství a jazykového rozdělení mezi Židy se zachoval stovky let až do příchodu Římanů na území Palestiny. Po 4. st. před n. l. se město Jeruzalém stalo hříčkou v rukou jakéhokoli dobyvatele, který byl dosti silný, aby se ho zmocnil a aby si ho udržel. Stalo se kořistí Alexandra Velikého, Ptolemaia, Syřanů, egyptských králů a nakonec césarů. Římská říše učinila z Palestiny své kořistní území, plné jazykových nedorozumění, s převládajícím syrsky (rozuměj: aramejsky) a řecky hovořícím obyvatelstvem. Z Maškina taktéž dospíváme k pochopení důvodu neudržitelnosti hebrejštiny, lépe řečeno k jejímu (ne)návratu do pospolitosti smíšeného obyvatelstva Palestiny, po dávném návratu Židů z diaspory: „Římské výboje porušily dřívější politický řád ve všech podmaněných zemích.“ To by nasvědčovalo spíše násilnému vkloubení latiny, než zachování syrské aramejštiny, k čemuž nedošlo. Ptáme-li se proč, nabízí Maškin prosté vysvětlení: „Veškerý odpor drobných kmenů a jednotlivých měst proti obrovské světové říši byl beznadějný. Všeobecnému bezpráví a ztrátě naděje na dosažení lepších řádů odpovídala všeobecná apatie a demoralisace.“ Jak poznamenává dál, z čehož lze vycházet, lidé měli úplně jiné starosti, než snahu domluvit se s Římany, a to se netýkalo pouze Palestiny, ale všech Římem ovládnutých provincií: „Široké masy obyvatelstva římské říše, žijící v krajní bídě a ztrativší důvěru ve svou sílu a smysl existence, byly obzvláště vnímavé k různým pověrám a hádáním východních náboženství s jejich tajemnými kulty a vírou v posmrtný život.“ Přesto latina za opovržený jazyk považována rozhodně nebyla, na rozdíl od aramejštiny, o čemž svědčí fakt, že ačkoli např. do Svatého domu, tedy jeruzalémského chrámu, směli nevěřící pouze do části nazvané nádvořím pohanů, byly na jeho mramorovém zábradlí „zavěšeny řecké, latinské a hebrejské nápisy, že neobřezaným je vstup zakázán pod trestem smrti.“ Aramejsky však napsané nebyly, ačkoli takové upozornění mělo nabádat k opatrnosti pohany, hovořící syrsky a žijící v okupovaném městě. Navíc, hebrejsky být napsány nemusely vůbec, Hebrejci nebyli pohané ani neobřezaní, nehovořili ani hebrejsky, a většinově rozuměli jen aramejštině – a přesto byl jeden z nápisů místo v aramejštině právě v hebrejštině.

## Původ aramejštiny
Aramejština patří k řadě nejstarších jazyků světa, zakládajících kultury mnoha národů a jejich osudový vývoj v celých lidských dějinách. Jejími předchůdci jsou (mrtvé) jazyky jako sumerština a akkadština. Akkadština byla klínopisným jazykem Mezopotámie, odvozeným z klínopisu sumerštiny, a utvořila se a rozvětvila v podobě aramejštiny, coby pozdějšího jazyka dvou národů: Asyřanů (1. oblast mezi středním Tigridem, dolním Zábem a Tartarskou stepí. Teprve Aramejci nazývali tuto oblast zemí Athor, název přešel do řeckého označení Atúriá. Jména Assyria užil řecký zeměpisec Klaudios) a Babyloňanů (z akkadského Báb-ili, brána boží, na řece Eufratu, od dob vladaře Chammurapiho z amorejské dynastie v 18. stol. př. n. l., byl hlavním městem Babylónie).
Spojitost kultur a vývoje jazyka je hlavně dána místem: Starověká kulturní oblast, kterou Řekové nazvali Mezopotámií, (tj.) „Meziříčím“, geologicky aluviální nížina vytvořená nánosy Eufratu a Tigridu, odpovídá svou rozlohou přibližně dnešnímu Iráku. V její jižní části, pozdější Babylónii, sahající od dnešního Bagdádu, kde se obě řeky k sobě nejvíc přibližují, až k Perskému zálivu, sídlili již od prehistorických dob Sumerové. Přišli do Babylónie po moři ze Střední Asie a jejich kultura se rozšířila dál na sever. V roce 3500 př. n. l. nalezli v severních končinách Babylónie usedlé semitské obyvatelstvo, jež do Mezopotámie přišlo ze syrských stepí. Podle překladatele z historických artefaktů Lubora Matouše „…od Sumerů přejali Akkadové klínové písmo, přizpůsobili je svému jazyku a rozšířili o nové znaky. Sumerové zase některá slova usedlých Semitů, a nebyli to jen oni, dárci jazyka, ale jazyky se postupně mísily. Např. kupec – damkara, převzala sumerština z akkadštiny. Z jazyka semitského obyvatelstva syrských stepí, nazývaného ubaidské, podle archeologických nálezů keramiky na pahorku al-Ubaidu poblíže starověkého města Uru, víme jen to, že se zabývalo pěstováním obilí, zejména dvojřadého ječmene, který zušlechtili. Ze sumerského mýtu se dozvídáme, že hlavní bůh starobabylónského panteonu Enlil, nakupil obilí v horách, ale ostatní bozi se rozhodli předat znalost pěstování obilí i níže položeným oblastem, neznajícím ani ječmen a ani pšenici. První nejstarší památky jsou psané obrázkovým písmem – tabulky z počátku 3. tisíciletí, v jihobabylónském městě Uruku, a seznamy slov sestavené podle obsahu do jednotlivých skupin, z nichž se pak vyvinuly sumersko-akkadské lexikální série. První historické nápisy se objevují teprve později, počátkem 27. století. Odtud se teprve putováním v čase dostáváme k počátkům aramejštiny. Kolem roku 2350 před n. l. král Sargon Veliký založil první světovou říši, sahající od Středozemního moře až po Elam, ovládanou z hlavního města Akkadu. Podle tohoto sídelního města se nazývá semitské obyvatelstvo říše Akkady a jejich jazyk akkadštinou. Akkadština je společný název pro oba velmi příbuzné dialekty, babylónštinu, kterou se mluvilo na jihu, a asyrštinu, kterou se mluvilo v severněji položené Asýrii. Sumerové v Mezopotámii končí za vlády 3. urské dynastie, protože jejich říše se stává kořistí semitských barbarských kmenů nomádů, nazývaných Amorité, kteří do Mezopotámie přišli ze Sýrie, a také Elamitů z íránské náhorní planiny. Amorité založili v sumerské Mezopotámii celou řadu městských států a zánikem 3. urské dynastie mizí Sumerové z jeviště dějin a jejich národ přestává existovat. Sumerština se stává mrtvou řečí, využívanou jen při náboženských obřadech v chrámech. Po pádu 3. urské dynastie vzešlo po stovkách let bojů v Mezopotámii království babylónské. Tím se stal Babylón natrvalo sídelním městem nové říše a dal název Babylónie celé zemi, jejímž vládcem se stal Chammurabi (1792–1750). Jeho období včetně jeho nástupců, nazývané dobou starobabylónskou, končí dobytím Babylónu Chetity v roce 1595 př. n. l. Na počátku 16. stol. před n. l. pronikly do mezopotámské nížiny kmeny Kasitů a zaplavily Babylónii; zemi si podmanily na několik staletí. Z dlouhé nadvlády Kasitů se Babylón osvobodil teprve ve 12. století před n. l. za Nabukadnezara I., kdy nastal nový rozkvět literatury.
Vznik aramejštiny se tedy započíná odehrávat v dějinných souvislostech od konce 2. tisíciletí, kdy se středisko politického a kulturního života přesouvá na sever do Asýrie. Tam byli již od konce 3. tisíciletí usazeni Asyřané. První větší rozmach asyrské říše nastal ve 14. století před n. l. v Aššuru, dnešním Kal´at-Šerkat. V jejím sídelním městě se vytvořila pod vlivem sousedního Babylónu asyrská kultura. Vývoj dějin z prvků nejprve smísených jazyků Sumeru a Akkadu činí ze semitské aramejštiny pozdější nejrozšířenější jazyk celé Přední Asie. 
Za vlády krále Nabukadnezara II. a jeho nástupců došlo k novému hospodářskému a kulturnímu rozkvětu. Jenomže neočekávaný vpád Peršanů a dobytí Babylónu Kyrem roku 539 před n. l. učinily navždy konec politické samostatnosti Babylónie. Ta se stává provincií říše perské, aramejština jako dorozumívací jazyk pozvolna zatlačuje babylónštinu, klínového písma se užívá stále méně, až konečně za Alexandra Velikého a jeho nástupců je s postupující helenizací země zapomenuta jeho znalost úplně.
V pozdějších generacích n. l. však začala upadat a byla stále více nahrazována okolními jazyky (arabštinou a perštinou), až v období středověku téměř vymizela. Dodnes však přežívá (v počtu asi půl milionu mluvčích) v několika oblastech Sýrie a severního Iráku pod názvem syrština nebo asyrština. Původní kmeny Aramejců zanikly jako samostatná etnická skupina v 7.–8. století našeho letopočtu, když se Přední Asie zmocnili Arabové.
Různými aramejskými nářečími zapisovanými hebrejským písmem je psána značná část Babylonského Talmudu a Jeruzalémského Talmudu.

## Fonologie

### Souhlásky
|              |              | Labiála | Dentála | Alveolára | Alveolára | Palatála | Velára | Uvulára | Faryngála | Glotála |
| ------------ | ------------ | ------- | ------- | --------- | --------- | -------- | ------ | ------- | --------- | ------- |
| Nazála       | Nazála       | m       |         | n         |           |          |        |         |           |         |
| Ploziva      | Neznělé      | p       |         | t         | tˤ        |          | k      | q       |           | ʔ       |
| Ploziva      | Znělé        | b       |         | d         |           |          | g      |         |           |         |
| Frikativa    | Neznělé      | f       | θ       | s         | sˤ        | ʃ        | x      |         | ħ         | h       |
| Frikativa    | Znělé        | v       | ð       | z         |           |          | ɣ      |         | ʕ         |         |
| Approximanta | Approximanta |         |         | l         |           | j        | w      |         |           |         |
| Vibranta     | Vibranta     |         |         | r         |           |          |        |         |           |         |

## Písmo

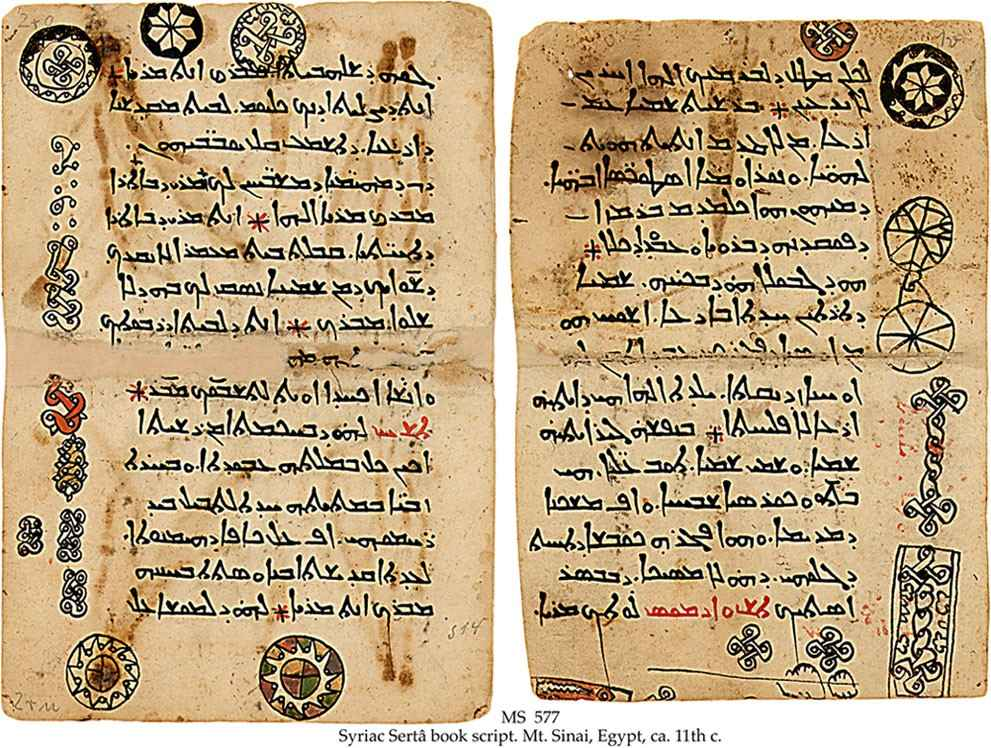
Kniha z 11. století

Aramejské původní písmo má původ v písmu protosinajském, podobně jako např. arabské, hebrejské, cyrilské, řecké a fénické, ze kterého se také vyvinulo. Jedná se o konsonantní (souhláskový) systém.